# Георгий Димитров (пароход)
«Георгий Димитров» (до 1908 года «Craigmore», до 1916 года «Aden», до 1925 года «Thysa», до 1934 года «Kostis», до 1936 года «Азбассейн») — английский, греческий и с 1934 года советский пассажиро-грузовой пароход Азовского государственного морского пароходства. Участвовал в ходе Великой Отечественной войны в воинских перевозках.

## Характеристики
Полная вместимость 2482 брт. Размерения 95.6 х 13,3×4.0 м. Главная энергетическая установка — котломашинная, 248 н.л.с.

## История
Был спущен на воду 9 ноября 1904 года на верфи «Rodger A. & Co» в Глазго, Великобритания. Завершён постройкой в 1905 году и ходил под английским флагом. В 1925 году продан греческому судовладельцу. В феврале 1932 года сел на мель, после чего был продан. Снят с мели, отремонтирован и в 1934 году приобретён СССР. Был включён в состав Азовского государственного морского пароходства.
Во время Великой Отечественной войны выполнял военные и народнохозяйственные перевозки в Черноморско-Азовском бассейне. В декабре 1941 года судно принимало участие в высадке десанта в порту Феодосии. В Феодосийском порту были потоплены охотники СКА № 068, СКА № 095, СКА № 056. Повреждены все корабли отряда «А» — эсминцы «Шаумян», «Незаможник», базовый тральщик БТЩ-404 «Щит», охотники СКА № 013, СКА № 052, СКА № 061, СКА № 0131, а также транспорты «Кубань» (3113 брт.) м «Г. Димитров» (2484 брт.). Потоплены транспорты «Ташкент» (5552 брт.) и «Красногвардеец» (2719 брт.).
Пароход участвовал в снабжении Севастополя в ходе его осады. Был потоплен немецкой бомбардировочной авиацией 21 марта 1942 года в Южной бухте Севастополя, лёг на дно у берега, надстройка возвышалась над водой. 29 октября 1948 года аварийно-спасательной службой Черноморского флота судно было поднято и передано Севастопольскому военному порту для использования в служебно-вспомогательных целях. Разделано на металлом в 1957 году.